# Melanoplus punctulatus
Melanoplus punctulatus es una especie de saltamontes perteneciente a la familia Acrididae. Se encuentra en América del Norte.

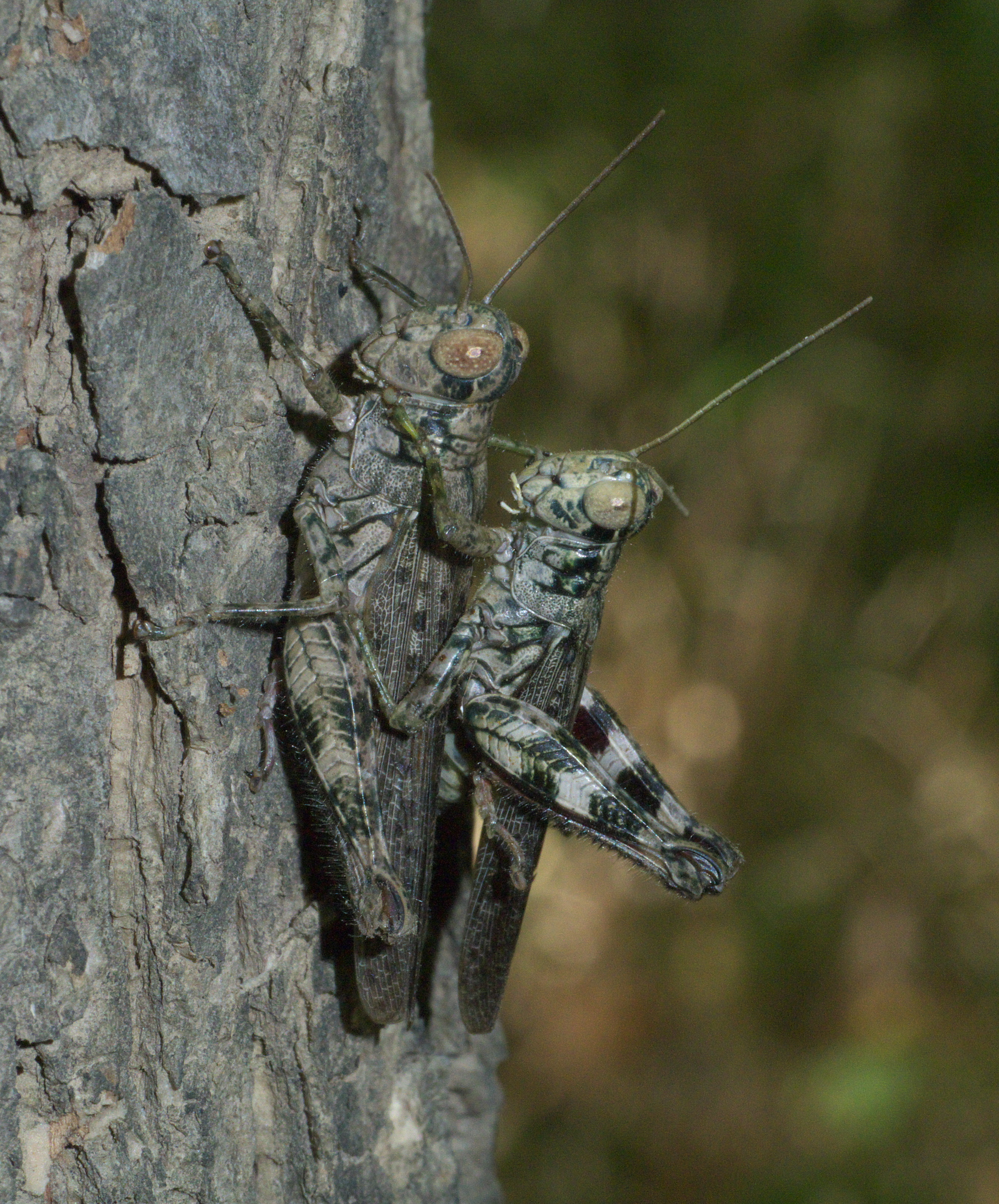
Melanoplus punctulatus

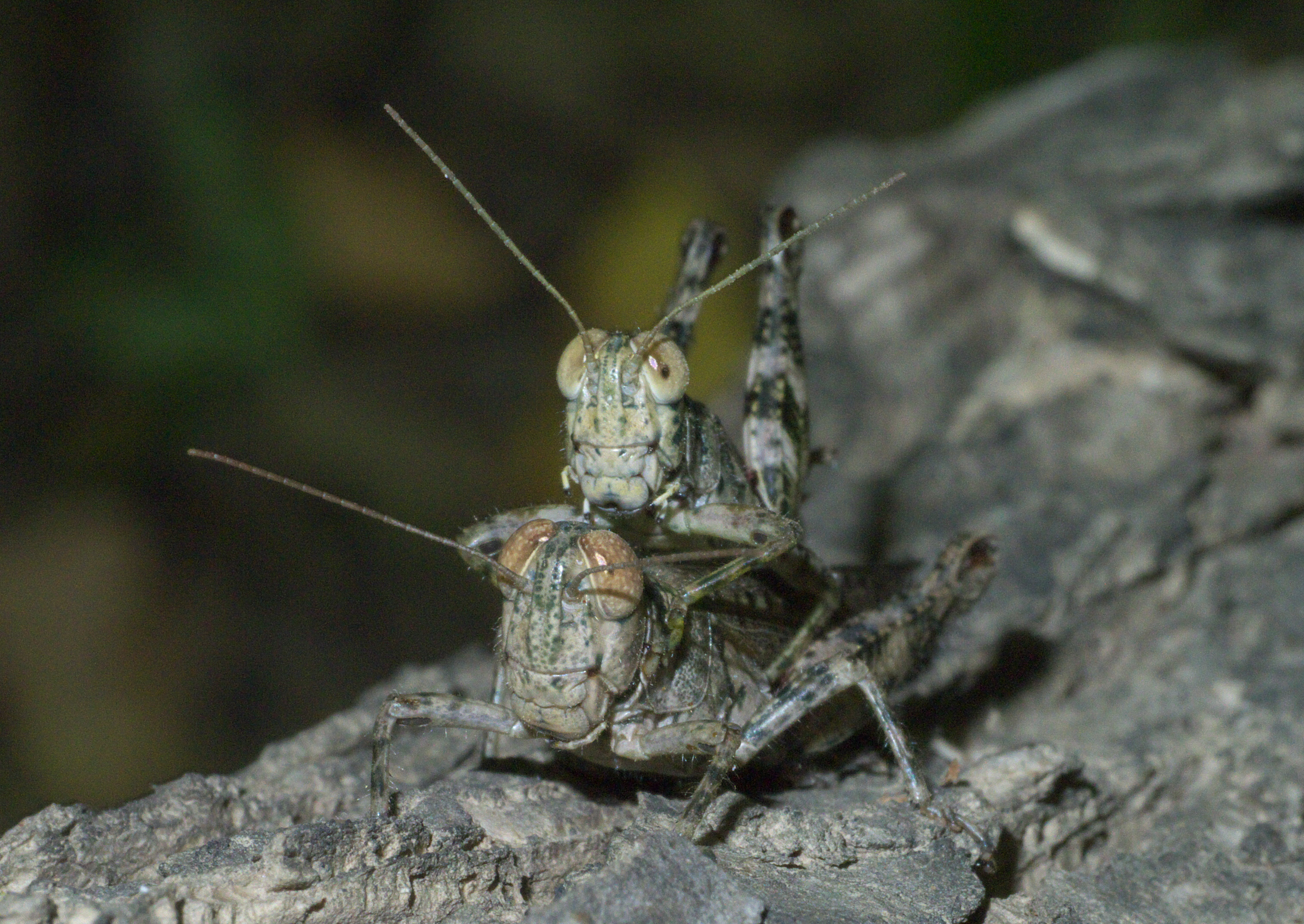
Melanoplus punctulatus

## Subespecies
Tres subespecies pertenecen a la especie Melanoplus punctulatus:
- Melanoplus punctulatus arboreus Scudder, 1897[1][2][3]
- Melanoplus punctulatus griseus (Thomas, 1872)[1][2][3]
- Melanoplus punctulatus punctulatus (Scudder, 1863)[1][2][3]